# デニス・ヒーリー
ヒーリー男爵デニス・ウィンストン・ヒーリー（英語: Denis Winston Healey, Baron Healey, CH MBE PC FRSL、1917年8月30日 - 2015年10月3日）は、イギリスの政治家。労働党に所属し、イギリス議会で62年間政治に携わった。

## 略歴
1917年8月30日にイングランドのケントで誕生する。5歳の時に家族と共にウェスト・ヨークシャーへ移住する。オックスフォード大学を優秀な成績で卒業後、イギリス軍に入隊する。第二次世界大戦では北アフリカやイタリア戦線で少佐として活躍した。1952年に庶民院議員となる。1964年に労働党が政権に返り咲くと国防大臣に就任し、以後6年に渡って大臣を務める。1974年にハロルド・ウィルソン政権で財務大臣となる。その2年後に労働党党首選挙でジェームズ・キャラハンに敗れる。1992年に貴族院議員となる。2015年10月3日に死去した。

## 人物
ヒーリーは湾岸戦争に懐疑的であり、イラク戦争には声を上げて反対していた。またトニー・ブレアの経済政策に反対の立場であり、2004年からはブレアに対し、首相の座をゴードン・ブラウンに譲るよう求めていた。

## 発言
- 我々の安全が脅かされるほど防衛予算を削ると、我々の家も病院も学校も無くなりただ山のような灰が残るだけだろう[1]。
- 私はオックスフォードでも働くことはできたが、政治の世界に入ることを選んだ。第三次世界大戦を止めるためにね[3]。